# Voces Nordicae
Voces Nordicae er et vokalensemble fra Stockholm, stiftet i 1999 af den danske kordirigent Lone Larsen. Lone Larsen er stadigvæk kunstnerisk leder for vokalensemblet. Voces Nordicaes repertoire indeholder de fleste genrer – fra renæssance til moderne kormusik, folkemusik, improvisation, jazz, pop mm. Svenska Rikskonserter udnævnte i 2008 Voces Nordicae til årets kor i Sverige. I den sammenhæng producerede Svenska Rikskonserter Voces Nordicaes forestilling "Flight and falling" sammen med den prisbelønnede koreograf Birgitta Egerbladh.
Voces Nordicae har turneret i hele verden og vundet førstepræmie i korkonkurrencer i Tolosa 2004, Masmechelen 2005 og Tours 2006.

## Diskografi
- The Magic Paintbrush 2011
- What is life? 2011
- Time is now 2006
- Nordic voices 2003

## Eksterne links
- Voces Nordicaes hjemmeside
- Voces Nordicae on BBC Radio